# AGM-65 Maverick

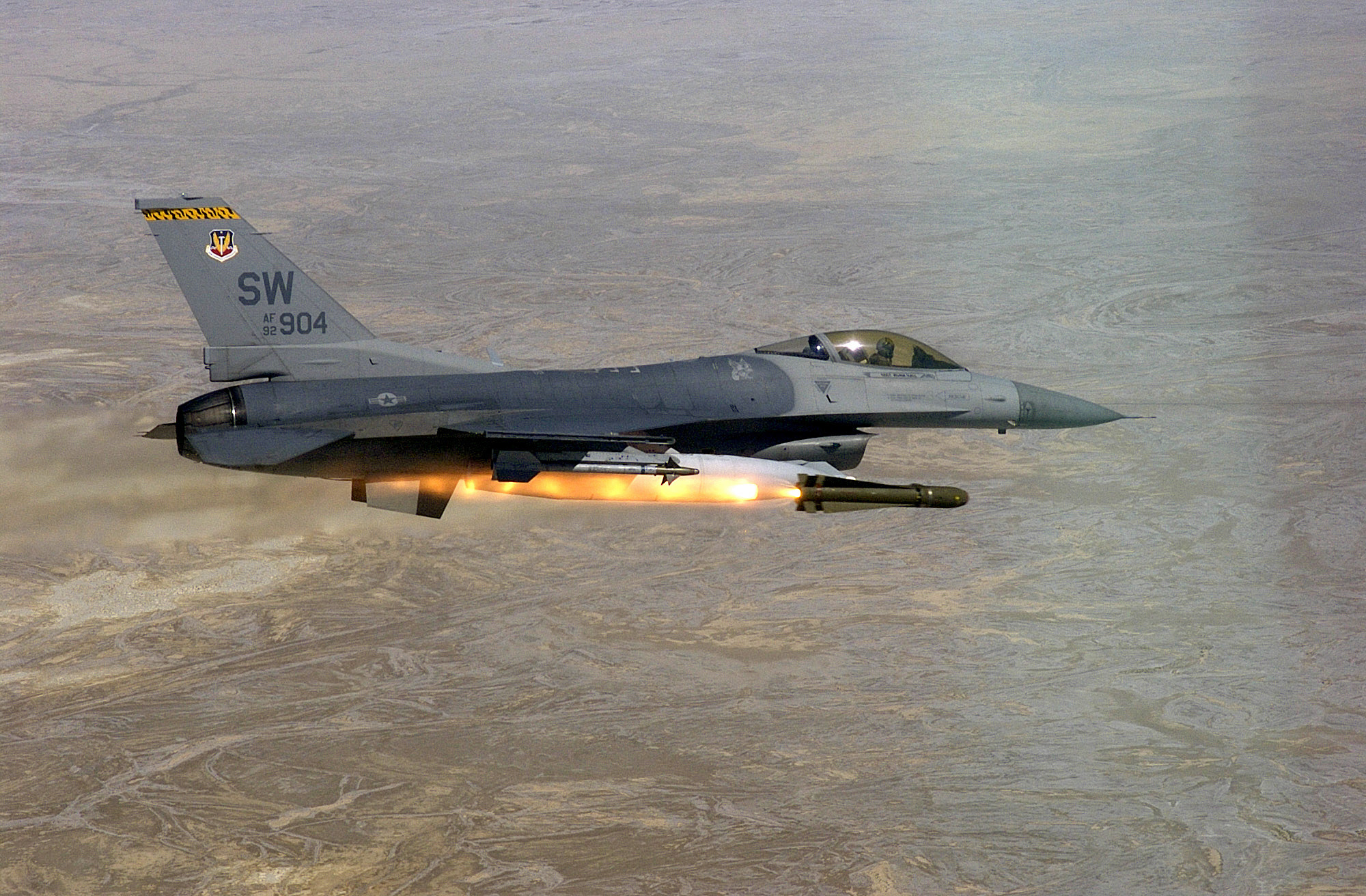
AGM-65D afgevuurd vanaf een F-16 Fighting Falcon.

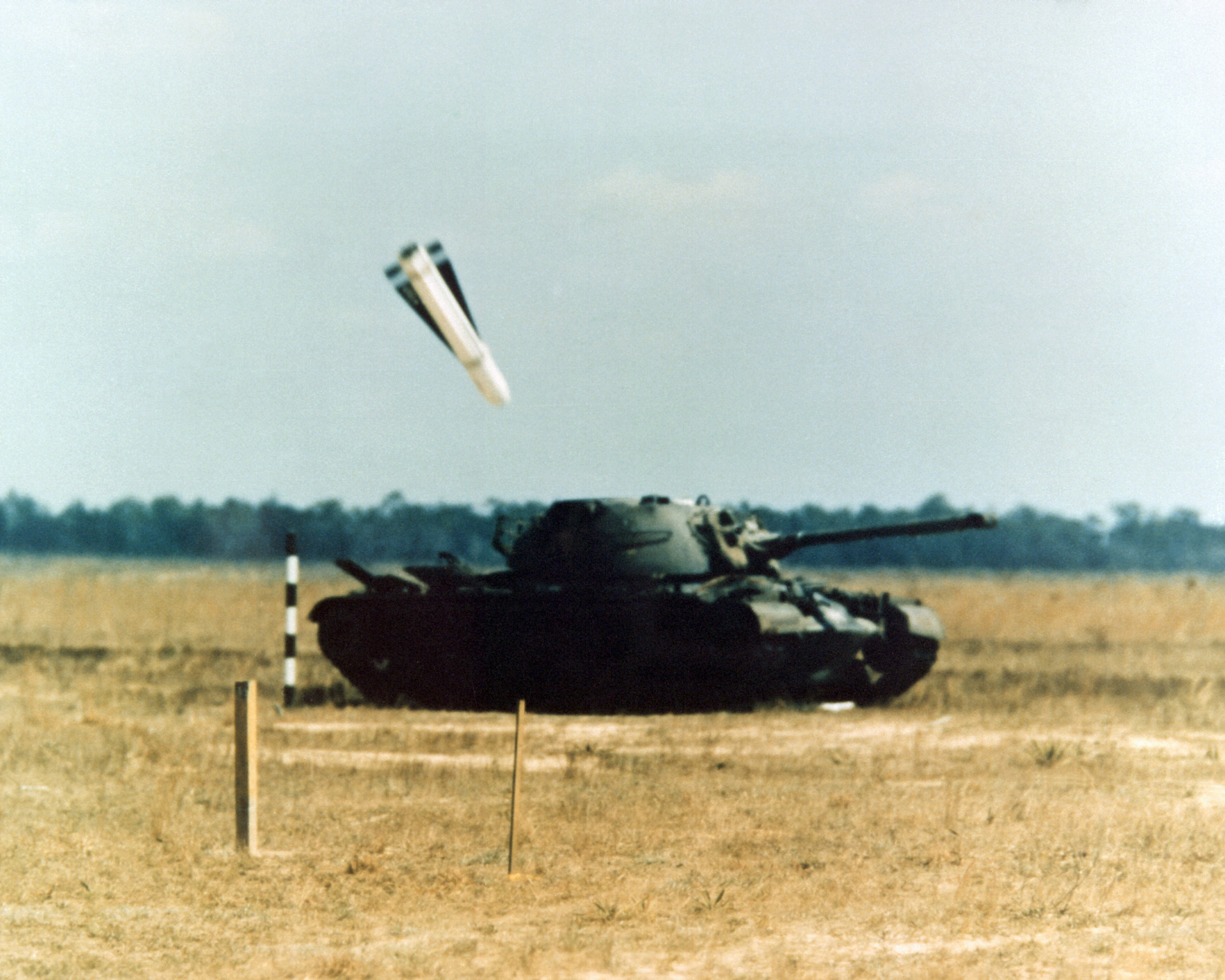
AGM-65 vlak voordat deze een M-48 tank raakt.

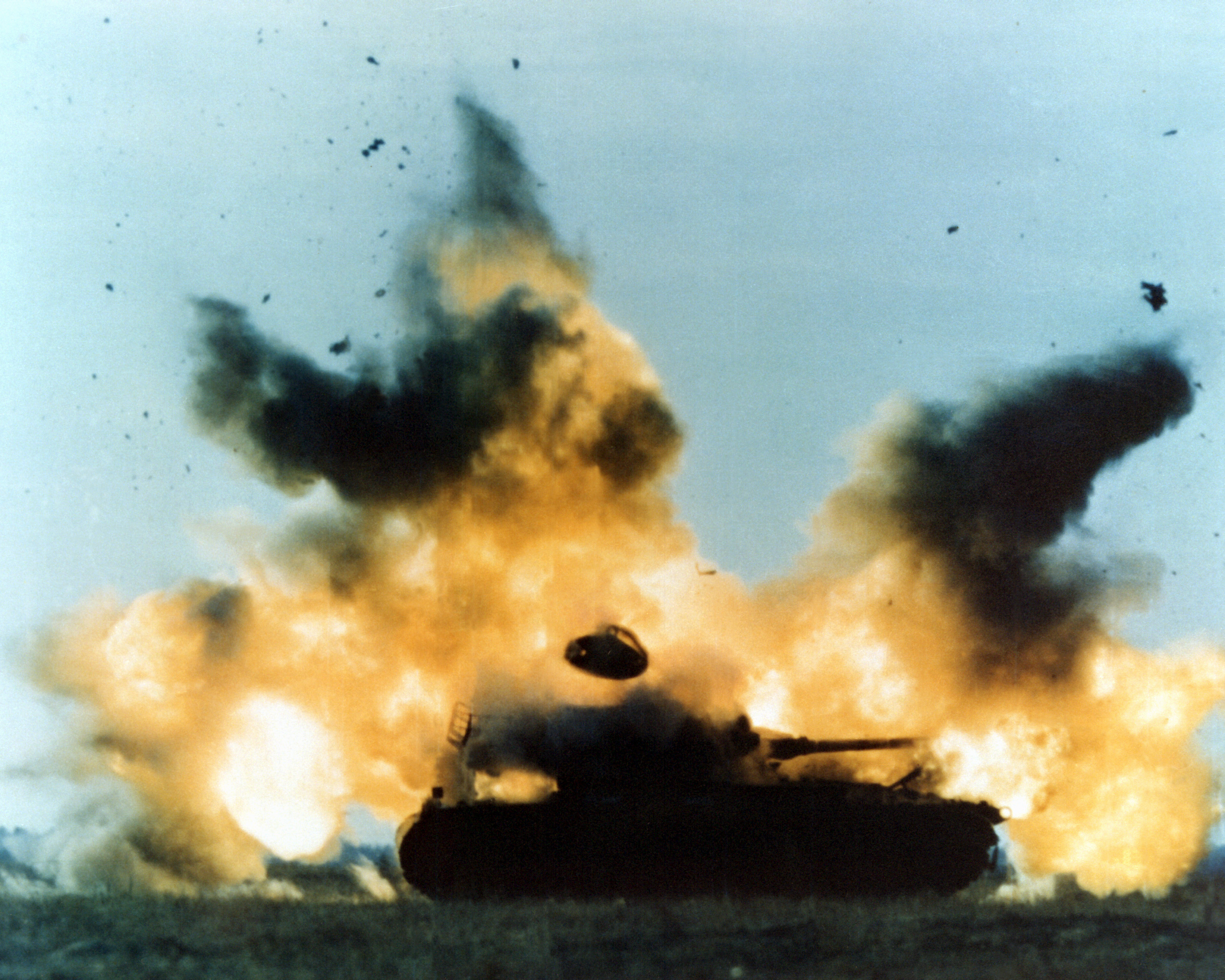
Dezelfde AGM-65 vlak na de inslag.

De AGM-65 Maverick is een lucht-grondraket met een bereik van maximaal 27 km, afhankelijk van de hoogte waarvan de raket afgevuurd wordt, de snelheid van het lanceerplatform en het aanvalsprofiel dat gekozen wordt. De raket werd vanaf 1965 ontwikkeld door Hughes Aircraft en in augustus 1972 in gebruik genomen door de United States Air Force.

## Varianten
Er zijn in totaal 9 belangrijke varianten van de AGM-65 geproduceerd. De raket is modulair opgebouwd, de zoekers en lading zijn uitwisselbaar.
De AGM-65A was de eerste versie van de raket, die in augustus 1972 in gebruik werd genomen. Deze variant had een optische zoeker. Deze versie had echter een erg lage resolutie, wat de piloot verplichtte om onnodig dicht bij zijn doel te vliegen. Hierop werd vanaf 1975 de AGM-65B ontwikkeld, met een verdubbelde resolutie.
De AGM-65C had een lasergeleide variant voor het United States Marine Corps moeten worden. De ontwikkeling begon in 1978 maar werd afgebroken wegens te hoge kosten.
De volgende variant die ontwikkeld werd, was de AGM-65D. Deze variant kon door gebruik van een infraroodzoeker ook 's nachts gebruikt worden. Een bijkomend voordeel van de infraroodzoeker is dat deze zijn doel op bijna twee keer zo grote afstand kan vinden dan de AGM-65A.
Toen de AGM-65C geen succes bleek werd de AGM-65E ontwikkeld. Deze variant heeft een goedkopere laserzoeker dan de C-variant. De AGM-65E werd in 1985 wel in gebruik genomen door het USMC.
De AGM-65F is een infraroodgeleide variant die ontwikkeld werd voor de United States Navy. Deze variant heeft een grotere lading en het zoeksysteem is geoptimaliseerd voor het volgen van schepen.
De AGM-65G, die vanaf 1989 in gebruik werd genomen, is een verbeterde versie van de AGM-65D. Deze variant heeft dezelfde lading als de E- en F-varianten. Ook kan de piloot bij het lanceren kiezen of de raket een hoge of een lage route vliegt. Een lagere route kan beter zijn bij slecht weer omdat het wolkendek de raket kan afleiden, maar een hogere route geeft een beter bereik.
Tijdens de Golfoorlog (1990-1991) bleek dat de infraroodgeleide variant niet goed werkte omdat deze last had van de omgevingswarmte. Hierop besloot de USAF de AGM-65H te ontwikkelen, deze variant had een ccd-zoeker. De AGM-65J en -K zijn de ccd-varianten voor de USN. Voor de J-variant is de AGM-65F als basis gebruikt, terwijl de K-variant de AGM-65G als basis heeft.

## Gebruik
De belangrijkste gebruikers van de AGM-65 zijn de verschillende onderdelen van de United States Armed Forces. In de Golfoorlog (1990-1991) vuurden de Amerikanen in totaal 5255 Mavericks af met een totale waarde van bijna $537 miljoen. Verder is de Maverick geëxporteerd naar Griekenland, Oman, Saoedi-Arabië, Singapore, Turkije, Taiwan, de Verenigde Arabische Emiraten, het Verenigd Koninkrijk en Zuid-Korea.

## Specificaties
Bron:
- Producent: Raytheon (ontwikkeld door Hughes Aircraft)
- Functie: Lucht-grondraket, voornamelijk ingezet als antitankraket.
- Ingebruikname: 1972
- Bereik: 27 km
- Snelheid: 1150 km/h, meer dan 150 m/s (540 km/h) bij inslag
- Aandrijving:
- Lading: D/H: 57 kg holle lading, overige varianten: 136 kg fragmentatie
- Ontsteking: Contact (optioneel met vertraging)
- Geleiding: A/B: TV, D/F/G: IR, E: Laser, H/J/K: CCD
- Gewicht bij lancering: 211-304 kg afhankelijk van variant
- Lengte: 2489 mm
- Schachtdiameter: 305 mm
- Spanwijdte vinnen: 711 mm
- Lanceerplatform:
  - Vliegtuigen. In totaal 25 types, waaronder:
    - A-10 Thunderbolt II
    - F-4 Phantom II
    - F-16 Fighting Falcon
    - F/A-18 Hornet
    - P-3 Orion

  - Helikopters
    - AH-1 Cobra